# Rundt om Køge
|  | Denne artikel er oprettet af botten Steenthbot ud fra en ekstern database. Den kan derfor have sproglige fejl eller mangler. Denne skabelon kan fjernes efter kontrol af indholdet. |

Rundt om Køge er en dansk dokumentarfilm fra 1938.

## Medvirkende
- Kong Christian X
- Kong Frederik IX
- Dronning Ingrid